# 食物恐新症
食物恐新症（food neophobia），为一种排斥新食物的傾向。這在兒童很常見。不過，食物恐新症並非一種精神診斷。食物恐新症現象也並非侷限兒童，成人對新的食物的排斥也可被列為此一項目。恐新症（neo字義為「新」、phobia字義為「恐懼」），代表對新事物帶有持續而異常的恐懼，較輕微的情況則是不願意嘗試新事物或墨守成規。

## 概述
排斥或懼怕不熟悉的食物，或是偏好嚐過或熟悉的食物，是人類很常見的行為。大部份的人都曾經歷過食物恐新經驗，只不過彼此之間的程度不同，有些人的程度比較嚴重。食物恐新症的程度可藉由量表來評估，這個評估表已翻譯為中文版並作過效度評估。
食物恐新症可能與演化有關，因為環境中不曾吃過的食物可能會有毒，因而演化出與生俱來會某種程度排斥陌生食物的傾向。但食物恐新症也與雜食者的兩難有關：排斥新食物或許可以降低吃到有毒食物的風險，但是也可能因而減少了攝取多樣性食物以獲得充分營養的機會。
研究顯示，食物恐新症的傾向大約有三分之二可被遺傳解釋。不過，社會學習也扮演重要角色。當兒童觀察到父母不吃某些食物，就會有較高機會習得食物恐新症的傾向。
若持續忽略兒童的食物恐新症傾向，會帶來挑食習慣的後果。強迫餵食的方式無法解決兒童的食物恐新症，反而會惡化之。制約學習法與社會學習法可能有效，前者使用像貼紙等非食物的工具作為獎賞來鼓勵兒童嚐試陌生的食物，後者則是以父母或其他重要人物作為模範，讓兒童觀察到攝取該項陌生食物是愉快的，進而提高兒童嚐試該項陌生食物的興趣。不論是哪一種方法，都不可能一次就解決兒童的食物恐新傾向，通常要一而再、再而三的讓兒童認識該項食物，有時甚至要到15次才能讓兒童接受該食物。因此，化解食物恐新症與挑食，需要父母與照顧者的耐心。
有研究顯示，在斷奶期的副食品中，若富含越多元的食物，未來小孩發生食物恐新症或挑食的機會就越低，因為在幼年時就已經習慣不同食物的氣味。甚至有研究顯示在哺乳期，母親飲食越多元，亦能降低嬰兒長大後發生食物恐新症或挑食的機會。